# Minna Specht
Minna Specht, född den 22 december 1879 i Reinbek, död den 3 februari 1961 i Bremen, var en tysk pedagog, socialist och aktiv i den tyska motståndsrörelsen. Hon var en av grundarna till Internationaler Sozialistischer Kampfbund.

## Under nazistperioden
1933 flydde hon från Tyskland tillsammans med Walkenmühle-eleverna, vilka mestadels hade judiska eller socialistiska föräldrar. Efter kriget återvände hon och drev "Odenwaldschule" 1946 till 1951.